# John G. Perry
John G. Perry, né le 19 janvier 1947 à Auburn (État de New York), est un bassiste anglais.
Né aux États-Unis mais britannique, John G. Perry est le bassiste du groupe Caravan, remplaçant, à partir de For Girls Who Grow Plump in the Night, Richard Sinclair, parti rejoindre Camel.
Il a également travaillé avec Anthony Phillips, Quantum of Jump, Kevin Ayers ou encore Curved Air.

## Discographie
- Solid Ground (Dave Elliott, 1973)
- For Girls Who Grow Plump in the Night (Caravan, 1973)
- Caravan and the New Symphonia (Caravan, 1974)
- The Confessions of Dr. Dream and Other Stories (Kevin Ayers, 1974)
- Midnight Wire (Curved Air, 1975)
- Sunset Wading (John G. Perry, 1976)
- Visionary (Gordon Giltrap, 1976)
- Flyaway (Nutshell, 1977)
- Perilous Journey (Gordon Giltrap, 1977)
- Progress (Michael Giles, 1978)
- Fear of the Dark (Gordon Giltrap, 1978)
- Wise After the Event (Anthony Phillips, 1978)
- The Virgin (Adrian Snell, 1981)
- Land of Cockayne (Soft Machine, 1981)
- Daybreak (Paul Field, 1983)
- Songs for Oblivion Fishermen (Caravan, 1998)